# Ezio Ercoli
Ezio Ercoli (Roma, 2 dicembre 1892 – Roma, 21 giugno 1969) è stato un pittore italiano.

## Biografia
Ezio Ercoli nasce in via Cernaia a Roma il 2 dicembre 1892. Qui vivono i genitori che vengono dalle Marche. Il padre Eduardo Ercoli nato (ad Ancona)  lavora al Ministero delle Finanze, la madre Filomena Biondi nata a ( S.Severino Marche) è casalinga. La famiglia è composta da quattro figli, Egle, Ercole, Eda, Ezio.

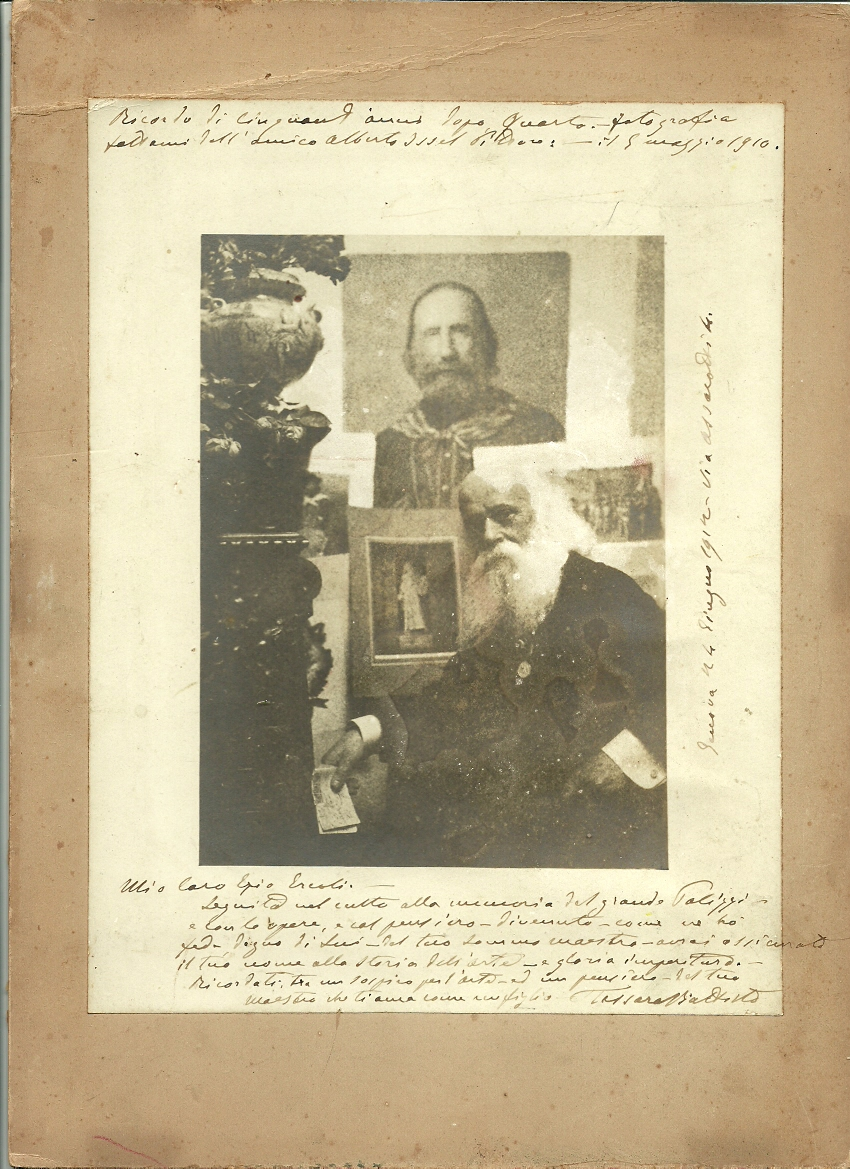
Ricordo di cinquantanni dopo Quarto (fotografia fatta allo scultore dal suo amico Alberto Issel) 15 maggio 1910

Ezio cresce tra Roma e Macerata. Già da piccolo ha la passione per il disegno e con la matita affresca la sua cucina con bellissimi disegni, ma fin dall’ora i suoi soggetti preferiti sono gli animali. I genitori lo mandano a scuola dal grande scultore Giovanni Battista Tassara nato nel 1841 a Genova. Lo scultore aveva partecipato al moto insurrezionale del giugno 1857 ed era stato un militante del socialismo italiano.  Oltre a questo era noto per aver preso parte allo sbarco dei Mille.

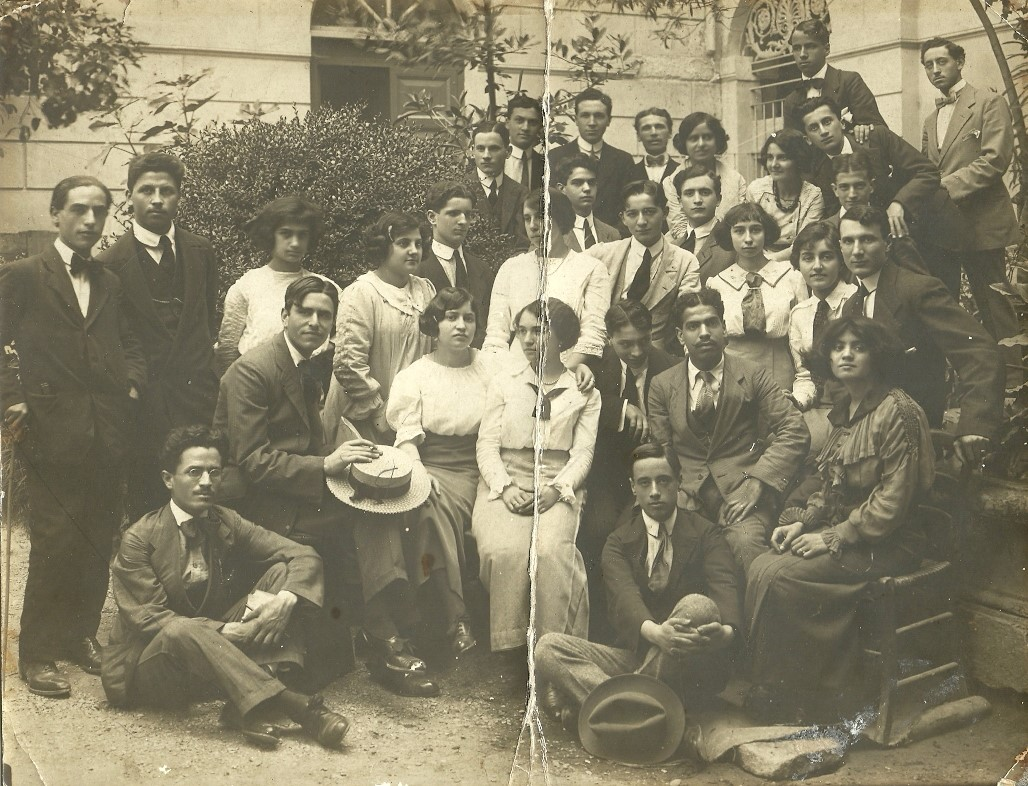
Ezio Ercoli (con la paglietta sulle ginocchia) con i suoi colleghi del corso alla Scuola delle Belle Arti nell'anno 1911

Ezio continua con la sua passione e si iscrive alla scuola di Belle Arti di via di Ripetta a Roma. Si diploma nel 1911. Poiché non ha nessuna attitudine alla autopubblicità e tantomeno al commercio pensa di approfittare dell’opportunità di entrare alle Ferrovie in qualità di disegnatore tecnico.
Nel 1934 si sposa con Matilde Bardi dalla quale avrà due figli , Eduardo e Mariella.

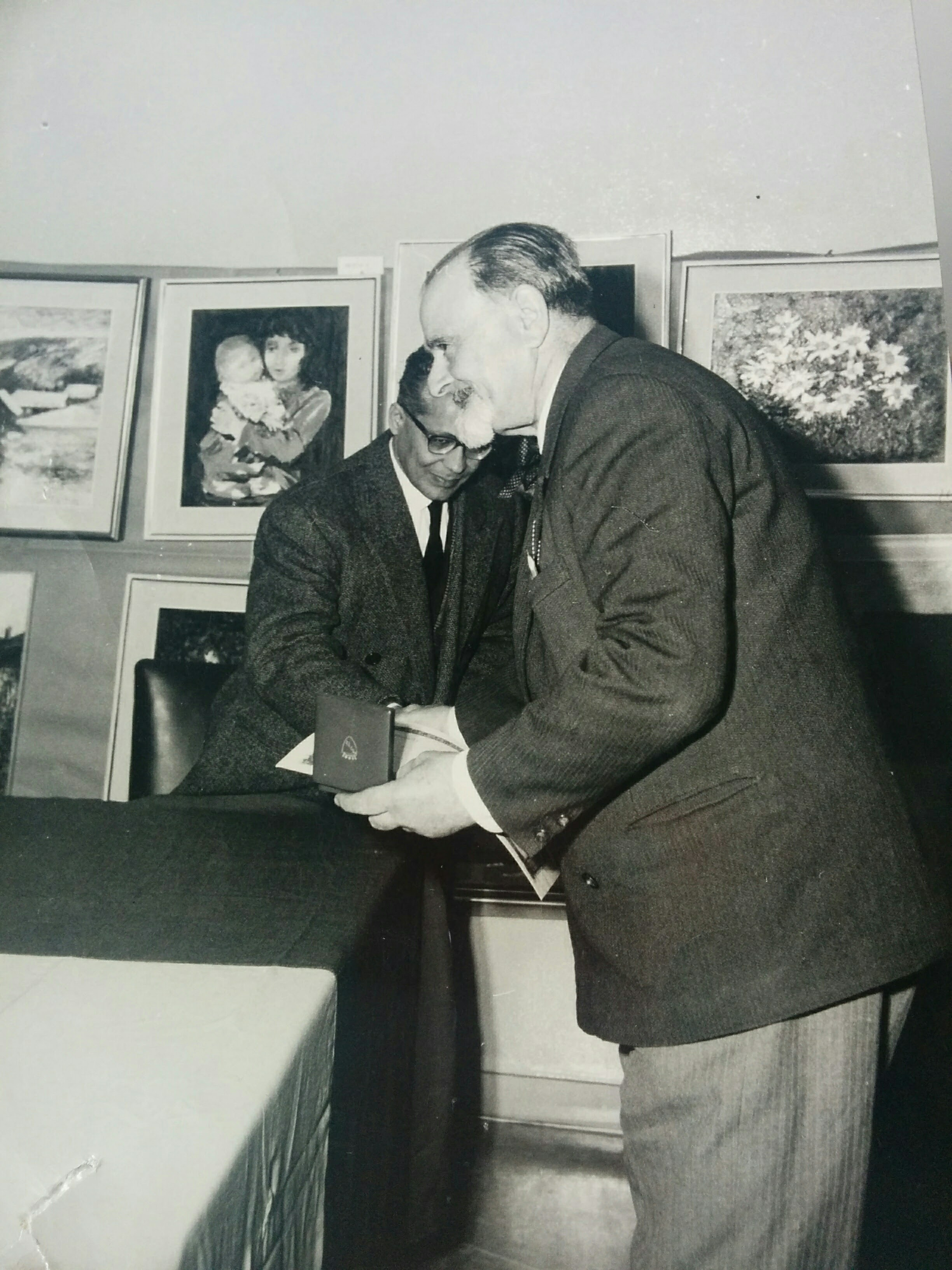
Premiazione arti figurative, medaglia di bronzo del Comune di Roma. Marzo 1963

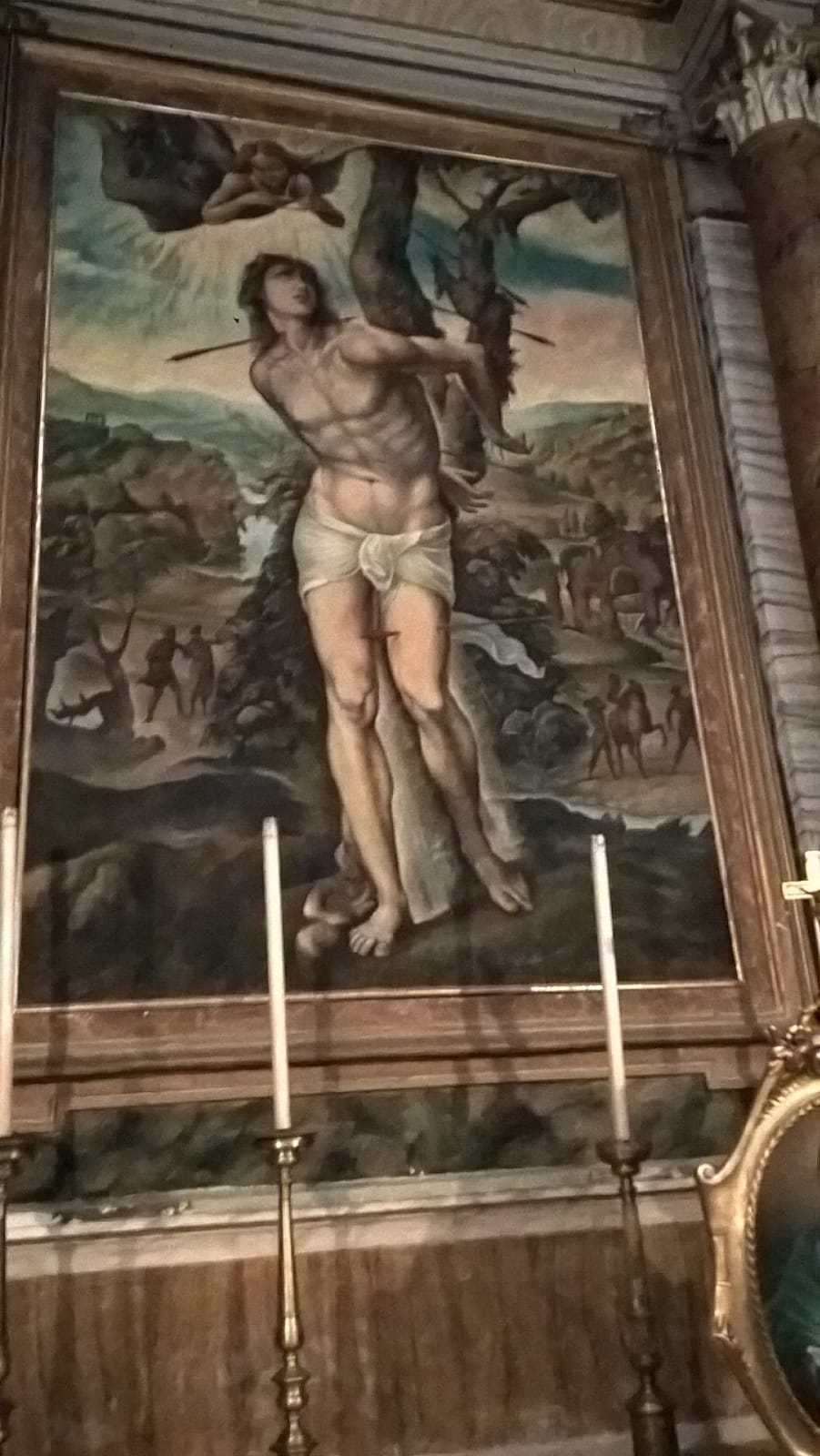
Copia del S.Sebastiano di Giovanni Antonio Bazzi nella chiesa della Santissima Trinità di Forano

Il giorno, finito il suo lavoro, si rifugia a casa dove nel suo studio continua a dipingere essenzialmente per sé e per i suoi colleghi senza peraltro scopo di lucro. Nel 1946 gli viene commissionato un quadro di S.Sebastiano dal parroco della chiesa di Forano (Don Edoardo) dove nel 1943, al riparo dei bombardamenti, era nata sua figlia.
Lui sceglie di realizzare una copia del Santo che era stato fatto dal grande pittore Giovanni Antonio Bazzi detto il Sodoma. Il quadro è ancora posto in una cappella laterale della Chiesa della Santissima Trinità di Forano (RI).
Intanto lui continua a dipingere soprattutto animali tant'è che spesso il pomeriggio si reca ai castelli romani dove nelle varie stalle trova i suoi modelli preferiti.
Di tanto in tanto partecipa a mostre di pittura anche a quelle che si svolgono in via Margutta. Si applica nelle varie tecniche olio, aquarello, tempera ed altro. Si dedica anche alle miniature su avorio con grande maestria. La sua è stata una grande passione che vivrà con lui fino alla fine della sua vita.
Muore a Roma il 21 giugno del 1969.